# Neosisyphus basilewskyi
Neosisyphus basilewskyi är en skalbaggsart som beskrevs av Haaf 1956. Neosisyphus basilewskyi ingår i släktet Neosisyphus och familjen bladhorningar. Inga underarter finns listade i Catalogue of Life.